# Odra 1204

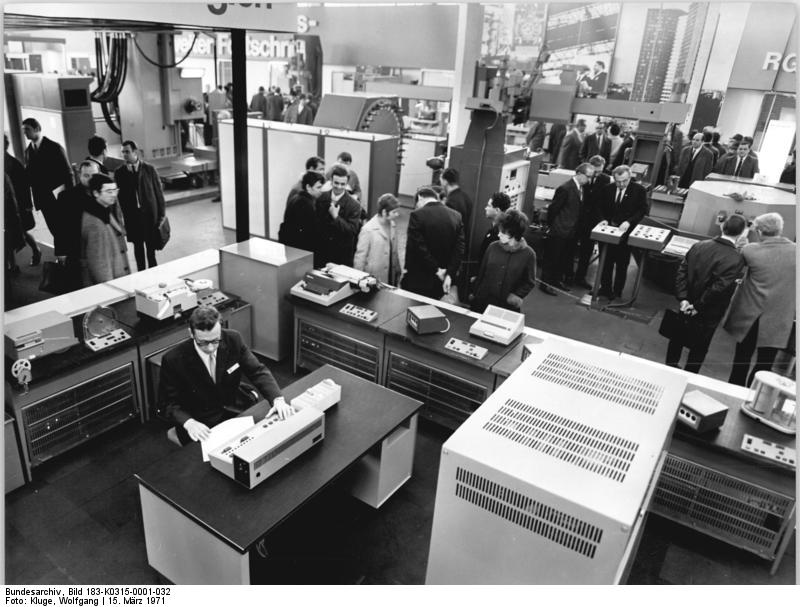
Odra 1204 steruje centrum obróbkowym na Targach Lipskich w 1971 r.

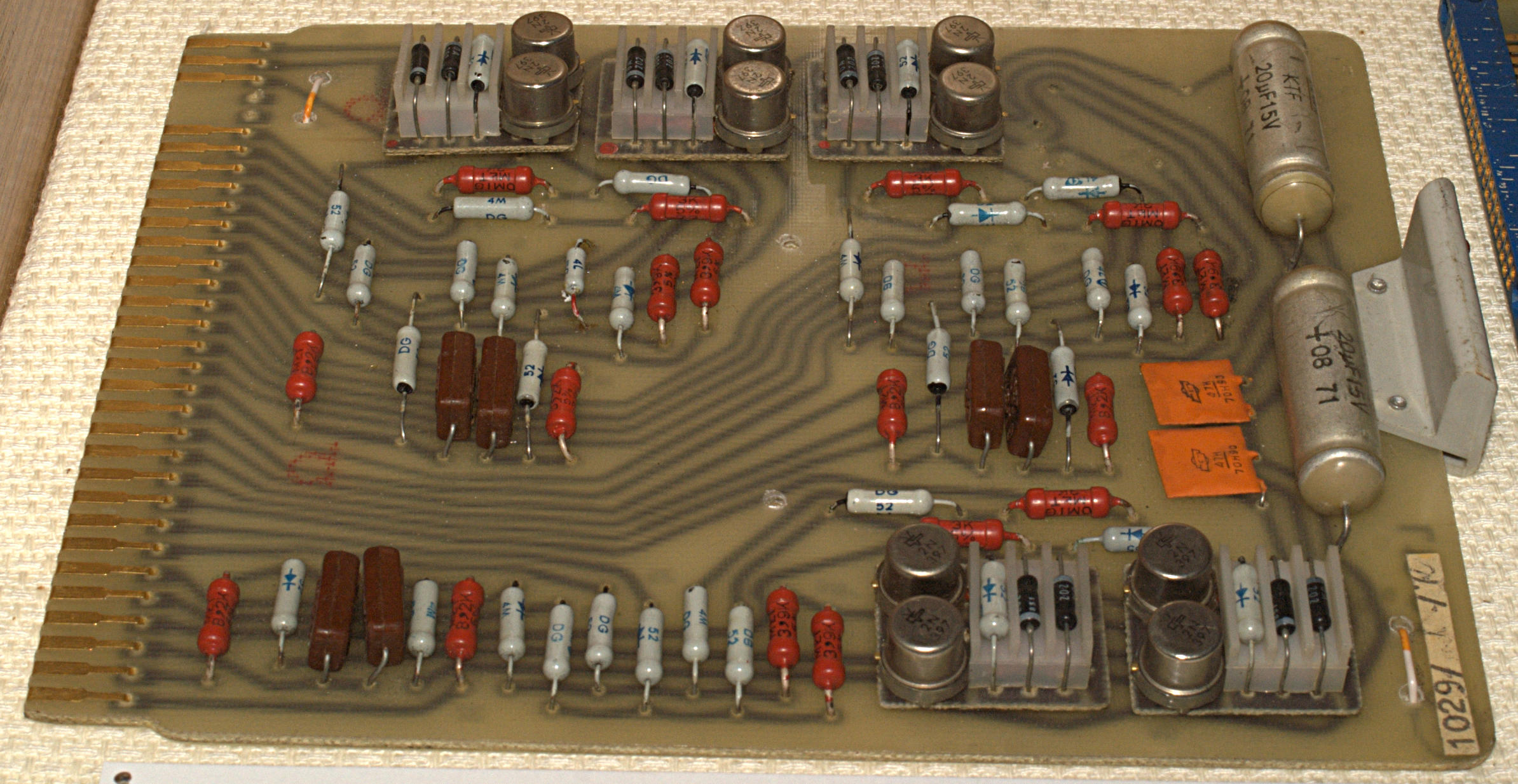
Pakiet komputerów Odra 1204 i 1304 w Muzeum Komputerów na Politechnice Wrocławskiej

Odra 1204 – tranzystorowy komputer drugiej generacji skonstruowany i produkowany w Zakładach Elektronicznych Elwro od 1967 roku. Komputer przeznaczony był do obliczeń naukowo-technicznych i sterowania procesami technologicznymi w czasie rzeczywistym.
Była pierwszym polskim komputerem mikroprogramowanym o całkowicie zmienionej logice i konstrukcji w porównaniu do wcześniejszych komputerów Odra. Wprowadzono tranzystory krzemowe, a lutowane połączenia między gniazdami zastąpiono owijanymi. Zachowano technologię dyskretnych tranzystorów. 

## Symulowanie Odry
W celu wykorzystania wytworzonego oprogramowania powstał symulator Odry 1204 i systemu operacyjnego MASON, na minikomputer Mera 400.

## Dane techniczne
- typ: komputer równoległy II generacji (pakiety wielowarstwowe)
- długość słowa maszynowego: 24 bity
- systemy operacyjne:
  - SOW – opracowany przez Elwro, zajmował 3072 słowa pamięci operacyjnej
  - MASON – (Mało Aktywny System Obsługi i Nadzoru) – opracowany przez Uniwersytet Wrocławski, zajmował 1536 słów pamięci operacyjnej
  - SODA – (System Operacyjny Dualnie Aktywny), umożliwiający równoczesną pracę konwersacyjną i przetwarzanie w tle
- języki programowania: JAS, ALGOL 1204, MOST 2 (autokod), MOL
- pamięć operacyjna: ferrytowa o pojemności: od 4 do 16, 32 albo 64 Ksłów maszynowych i cyklu dostępu 6 μs
- pamięć stała mikroprogramu: pamięć transformatorowa[3], 512 słów 33-bitowych
- pamięć masowa: 
  - pamięć bębnowa – początkowo do 4 bębnów o pojemności 16 Ksłów maszynowych każdy i czasie dostępu średnio 10 ms
  - pamięć taśmowa PT-2
- urządzenia we-wy:
  - podstawowe:
    - monitor – elektryczna maszyna do pisania
    - czytnik taśmy perforowanej
    - perforator taśmy

  - dodatkowe
    - ekran z piórem świetlnym (interfejs graficzny)
    - drukarka wierszowa
- szybkość liczenia: 60 000 dodawań na sekundę
- koszt 1 mln operacji: 0,08 zł (1976 r.), ok. 0,03 zł (2017) po inflacji

## Produkcja
- 1967 r. - 1 szt.
- 1968 r. - 21 szt.
- 1969 r. - 48 szt.
- 1970 r. - 52 szt.
- 1971 r. - 31 szt.
- 1972 r. - 26 szt.

Z 179 wyprodukowanych maszyn, 114 zostały wyeksportowane.